# پارولدو
پارولدو (به ایتالیایی: Paroldo) یک کومونه در ایتالیا است که در استان کونیو واقع شده‌است.

## خصوصیات
پارولدو ۱۲٫۶ کیلومترمربع مساحت و ۲۳۹ نفر جمعیت دارد.